# Ljekovita anđelika
Ljekovita anđelika (ljekoviti kravujac, vrtna anđelika, europska anđelika, lat. Angelica archangelica, je biljka iz porodice Apiaceae (Umbelliferae), udomaćena u umjerenom i subarktičkom pojasu sjeverne hemisfere, doseže na sjever do Islanda i Laponije. Biljka naraste do 3 metra visine, cvjetovi su smješteni u velikim štitcima i bijele su ili zelenkasto bijele boje.
Mlada je biljka jestiva, odnosno mladi listovi, te mlade peteljke listova, kao i zrele ili zelene sjemenke, a i mladi korijen. Biljka se vrlo dugo primjenjuje i u narodnoj medicini.
Kod nas raste uz rijeku Savu, te rijetko na Medvednici, i to varijetet s purpurnom stabljikom.

## Sastav
Korijen sadrži do 1,5 % eteričnog ulja( sadrži pinen,felandren,hidrooksipentadekanovu i metil butirnu kiselinu,umbeliprenin,ksantotoksin,ostol,ostenol,bergapten i druge tvari ).Istu količinu eteričnih ulja nalazimo i u sjemenkama ( sadrže i koko 20 % masnog ulja ),dok listovi sadrže oko desetine ove količine.

## Uporaba
Mlada je biljka dobra za ishranu domaćih životinja,može se i silirati.Dobra medonosna biljka.Eterično se ulje koristi u parfumeriji .Od stabljike se mogu raditi glazbeni instrumenti.

## Vanjske poveznice
PFAF database - Angelica  Arhivirana inačica izvorne stranice od 19. kolovoza 2013. (Wayback Machine)